# Pyeongtaek
Pyeongtaek (hangul 평택시, hanja 平澤市) är en stad i den sydkoreanska provinsen Gyeonggi. Folkmängden var 560 475 invånare i slutet av 2020.

## Administrativ indelning
| Område       | Indelning                              | Yta km² | Invånare 31 dec 2020 |
| ------------ | -------------------------------------- | ------- | -------------------- |
| Centralorten | 14 stadsdelar (dong)                   | 79,55   | 376 944              |
| Ytterområden | 4 köpingar (eup) och 5 socknar (myeon) | 378,79  | 183 531              |

Stadsdelar: Bijeon 1-dong,
Bijeon 2-dong,
Jisan-dong,
Jungang-dong,
Segyo-dong,
Seojeong-dong,
Sinjang 1-dong,
Sinjang 2-dong,
Sinpyeong-dong,
Songbuk-dong,
Songtan-dong,
Tongbok-dong,
Wonpyeong-dong och
Yongi-dong.
Köpingar: Anjung-eup, Cheongbuk-eup, Paengseong-eup och Poseung-eup.
Socknar: Godeok-myeon, Hyeondeok-myeon, Jinwi-myeon, Oseong-myeon och Seotan-myeon.